# Tylos granulatus
Tylos granulatus är en kräftdjursart som beskrevs av Krauss 1843. Tylos granulatus ingår i släktet Tylos och familjen Tylidae. Inga underarter finns listade i Catalogue of Life.